# 전주 경기전 하마비
전주 경기전 하마비(全州 慶基殿 下馬碑)는 대한민국 전북특별자치도 전주시 완산구 풍남동, 경기전에 있는 조선시대의 하마비이다. 2013년 11월 15일 전라북도의 유형문화재 제222호로 지정되었다.

## 개요
경기전 하마비(慶基殿 下馬碑)는 임진왜란 후 경기전이 중건되던 1614년(광해군 6)에 처음 세워졌으며, 1856년(철종 7)에 중각(重刻)되었다.
비석에는 ‘지차개하마 잡인무득입(至此皆下馬 雜人毋得入)’이라고 새겨 계급의 높고 낮음, 신분의 귀천을 떠나 모두 말에서 내리고, 잡인들의 출입을 금한다는 내용이 담겨져 있다.
경기전 하마비는 여느 하마비와는 다르게 판석위에 비를 올리고 그 판석을 두 마리의 사자(혹은 해태)가 등으로 받치고 있는 특이한 형태로, 단지 하마(下馬)의 의미로서만이 아닌 경기전 수호의 의미를 지니고 있는 것으로 판단된다.
이러한 비석의 형태는 다른 곳에서 보기 힘든 특이한 형태여서 조형적인 가치 뿐만 아니라 내용적인 측면에서도 경기전이 어떤 곳인가를 간접적으로 보여주는 상징물이기도 하다.

## 문화재 지정사유
하마비는 경기전이 중건된 1614년에 세워져 중요한 역사적 가치가 있으며, 석수의 형태와 문양은 음양오행사상의 한국의 전통문화를 보여주는 대표적인 조형물로서 예술적 가치가 높다.

## 같이 보기
- 전주 경기전 정전 (보물 제1578호)

## 참고 자료
- 전주 경기전 하마비 - 국가유산청 국가유산포털